# Chiesa di Appuna
La chiesa di Appuna è una chiesa svedese, situata nel socken di Appuna (comune di Mjölby) appartenente al territorio parrocchiale di Väderstads. Nel periodo pre-riforma apparteneva alla diocesi di Linköping.

## Architettura
L'attuale edificio della chiesa di Appuna sorge su un più antico edificio romanico. Grazie ad alcuni affreschi conservatisi nella sacrestia, possiamo farci un'idea precisa di come doveva apparire la vecchia chiesa risalente al XII secolo. Gli affreschi mostrano, infatti, l'originario campanile e la vecchia abside. Dalle fonti sappiamo che tali elementi furono distrutti durante il XVIII secolo. L'aula risale invece al XIV secolo ed è opera di un non meglio precisato Mäster Amund (Maestro Amund).
La chiesa fu completamente distrutta nel 1886 e ricostruita in stile neogotico. Nel 1887 era già terminata e venne riconsacrata secondo il rito della Chiesa di Svezia. L'attuale edificio presenta una nuova, ampliata, aula e un nuovo campanile. Sul lato nord si trova, invece, la sacrestia.

## Galleria d'immagini

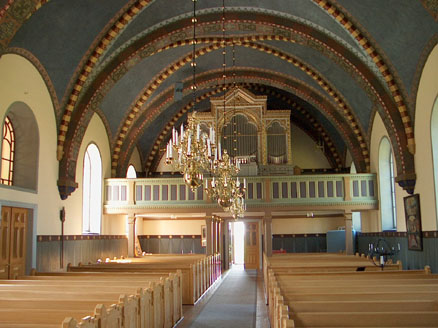
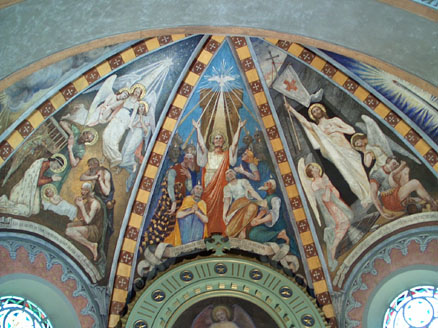
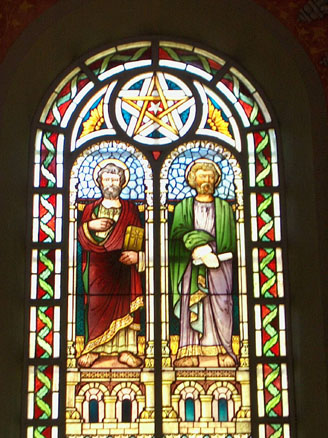
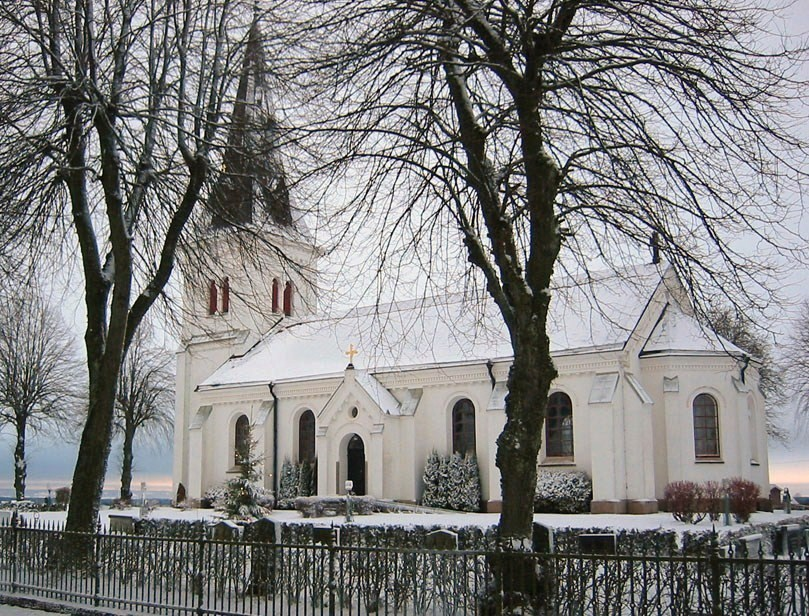